# Scopula argillacea
Scopula argillacea là một loài bướm đêm trong họ Geometridae.